# Piprites
Piprites là một chi chim, theo truyền thống xếp trong họ Pipridae (như Hellmayr 1929, Pinto 1944, Phelps & Phelps 1950a, Meyer de Schauensee 1970, Snow 1979c). Ames (1971) gợi ý rằng nó thuộc về họ Tyrannidae và có quan hệ họ hàng gàn với chi Myiobius. Prum (1989) đã không thể xếp nó trong cả Pipridae lẫn Cotingidae. Các dữ liệu di truyền là lập lờ nước đôi khi liên quan tới các mối quan hệ của nó. Prum et al. (2000) cũng đã không thể đặt nó trong bất kỳ họ nào được công nhận khi đó (Pipridae, Tyrannidae, Cotingidae, Tityridae). Ericson et al. (2006), Ohlson et al. (2008) và Prum et al. (2015) phát hiện thấy nó là chị em với một mẫu hạn chế các chi trong họ Tyrannidae. Barber & Rice (2007) chỉ ra rằng nó không là thành viên của họ Tityridae mà là chị em với các chi được lấy mẫu của họ Tyrannidae. Tello et al. (2009) tìm thấy sự hỗ trợ di truyền cho vị trí của nó trong Tyrannidae, như là thành viên của nhóm chim trong tiếng Anh gọi là "flatbills" (Rhynchocyclus, Tolmomyias) và các chi khác. Ohlson et al. (2013) tìm thấy rằng nó là chị em với tất cả các dòng dõi của Tyrannidae và đề xuất đơn vị phân loại cấp họ cho Piprites là Pipritidae, và điều này được Edward Dickinson & Leslie Christidis đi theo trong luần xuất bản thứ 4 năm 2014 của sách Howard and Moore Complete Checklist of the Birds of the World.
Tuy nhiên đề xuất về việc đặt Piprites trong họ Pipritidae đã bị Ủy ban Phân loại Nam Mỹ (SACC) của Liên minh các nhà Điểu học châu Mỹ (AOU) từ chối năm 2016. Tại thời điểm năm 2020, SAAC (như là phân họ Pipritinae) và IOC xếp nó trong họ Tyrannidae.

## Các loài
Chi này gồm 3 loài.
- Piprites chloris
- Piprites griseiceps
- Piprites pileata